# Munții Pădurea Craiului

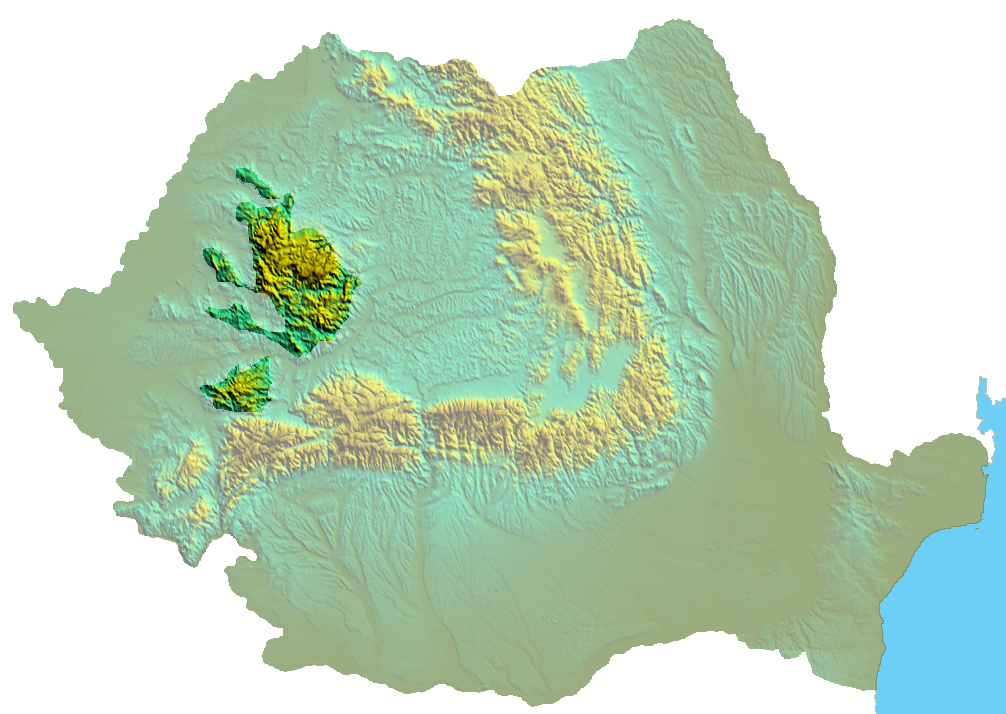
Carpaţii occidentali

Munții Pădurea Craiului ocupă partea de nord-vest a Munților Apuseni din lanțul muntos al Carpaților Occidentali, constituindu-se într-o adevărată peninsulă ce se desprinde din corpul central al Apusenilor, fiind desfășurată între depresiunile Vad-Borod și cea a Beiușului.  Cel mai înalt vârf din masiv este Vârful Hodrâncușa cu 1027 metri. 
Munții Pădurea Craiului ocupă o suprafață de aproximativ 1150 km² și se încadrează din punct de vedere administrativ în partea central-estică a județului Bihor, ocupând o pondere de 15,2 % din suprafața acestuia.  În același timp, reprezintă zona montană cea mai apropiată de orașul Oradea (aflat la circa 35 km de Vârciorog și la 60 km de Șuncuiuș).

## Unități de relief învecinate
- Depresiunea Vad-Borod este situată la nord și desfășurată în lungul Crișului Repede între Munții Plopiș și Munții Pădurea Craiului.  Este o depresiune tip golf în care s-au depus formațiunile neogen-cuaternare (nisipuri, argile, pietrișuri, conglomerate).  Partea cea mai coborâtă o reprezintă lunca Crișului Repede, iar trecerea spre zonele muntoase se face fie printr-un relief în trepte, fie prin povârnișuri sau abrupturi calcaroase.

- Dealurile Vestice, situate la vest de zona analizată, sunt alcătuite din Dealurile Cordăului, Tăsadului și Holodului, constituind din punct de vedere geologic o prelungire spre vest a Munților Pădurea Craiului.  Aceste dealuri au fost încadrate în categoria piemonturilor, prezintă două trepte de relief: una superioară (400 – 450 m) și alta inferioară (300 – 350 m) și fac trecerea spre Câmpia de Vest.

- Depresiunea Beiușului este limita sudică, munții care o înconjoară formând un uriaș amfiteatru natural, cu orașul Beiuș situat în centrul depresiunii: la nord Munții Pădurea Craiului, la est Munții Munții Bihor - Masivul Vlădeasa, iar la sud Munții Codru Moma. Este străbătută de cursul Crișului Negru care colectează apele venite din zonele muntoase.  Prezintă același aspect de golf ca și Depresiunea Vadului.

- Munții Vlădeasa reprezintă continuarea spre est a Munților Pădurea Craiului. Sunt alcătuiți aproape în exclusivitate din roci vulcanice ce conferă reliefului masivitate (vârful Vlădeasa, cu 1836 m, este al doilea vârf ca înalțime din Munții Apuseni).  Contactul dintre grupele de munți Pădurea Craiului și Vlădesa este pus în evidență prin înălțimile din estul Munților Pădurea Craiului, ce sunt cu puțin peste 1000 m,  fiind alcătuite din roci eruptive.